# Cyrtogramme miurai
Cyrtogramme miurai là một loài bướm đêm trong họ Crambidae.